# Jean Rotz

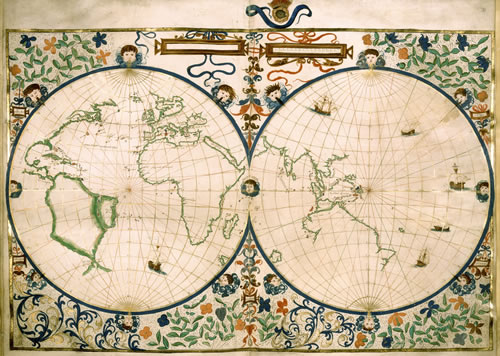
Weltkarte von Jean Rotz, 1542

Jean Rotz (* um 1505; † 1560), auch Johne Rotz genannt, war ein französischer Künstler-Kartograf des 16. Jahrhunderts. Er hatte einen schottischen Vater und eine französische Mutter.

## Karriere
Rotz war Mitglied der Schule der Dieppe Karten. Er mag Jean Parmentier 1529 nach Sumatra begleitet haben und ging im Jahre 1539 definitiv nach Brasilien. Seine Arbeit wurde stark von diesen frühen französischen Erkundungen beeinflusst, die ihn veranlassten, sehr dekorative Karten zu schaffen.
Da er nicht von König Franz I. angestellt wurde, ging er 1542 nach England und trat in den Dienst Heinrichs VIII.

## Werke
- Boke of Idrography. (The „Rotz Atlas“.) London 1542 (digitalisiertes Manuskript der British Library, abgerufen am 17. Juli 2018)

dazu: Helen Wallis (Hrsg.): The maps and text of the Boke of idrography presented by Jean Rotz to Henry VIII. University Press, Oxford 1981, ISBN 0-9506641-0-3.